# 姚誾
姚誾（？—757年），陝州硤石縣人，唐朝軍事人物。
開元年間宰相姚崇弟姚元素之孫。父姚弇，曾任楚州長史。兄姚閑，曾任潤州司戶參軍。
姚誾性格豪邁激盪，喜歡飲酒、戲謔，善於演奏絲竹。歷任壽安縣尉、城父縣令，與張巡為好友。安史之亂時跟隨張巡、許遠死守睢陽三年，掘草木以食。至德二年（757年）城破不屈，被安祿山部將尹子奇所殺，同年以守睢陽之功追贈檢校尚書侍郎。

## 延伸阅读
[在维基数据编辑]
 《舊唐書·卷187下》，出自刘昫《舊唐書》
 《新唐書·卷192》，出自《新唐書》